# Daniel Braid
Daniel John Braid (Tauranga, 13 febbraio 1981) è un ex rugbista a 15 e allenatore di rugby a 15 neozelandese, giocava come terza linea; è stato internazionale con gli All blacks. Dal 2016 fa parte dello staff tecnico dei Sale Sharks come assistente.

## Biografia
Cresciuto al King's College di Auckland, Braid, figlio e fratello d'arte, entrò nella relativa provincia rugbistica nel 2001 e con essa esordì nel campionato nazionale provinciale neozelandese; debuttò negli All Blacks nel 2002, prima ancora di avere esordito a livello di franchise nei Blues: con quest'ultima infatti debuttò nel 2003 e alla prima stagione in tale squadra si aggiudicò il Super 12.
Nel corso dell'anno partecipò anche alla Coppa del Mondo di rugby 2003 in Australia, dove gli All Blacks giunsero terzi.
Militò nei Blues fino al 2009, per poi firmare un contratto con la franchise australiana di Super Rugby dei Reds di Brisbane per rimpiazzare il ritirato David Croft.
Tornato in Nuova Zelanda ai Blues nel 2010, disputò in quell'anno le sue ultime partite internazionali, sei in tutto.
Nel 2012, non rientrando nei piani della franchise diretta da John Kirwan, accettò l'offerta di trasferirsi in Europa presso la squadra inglese del Sale Sharks con un accordo fino a fine stagione.

## Palmarès
- Super Rugby: 1
Blues: 2003